# Tom McNulty
Thomas „Tom“ McNulty (* 30. Dezember 1929 in Salford; † April 1979 ebenda) war ein englischer Fußballspieler. Als rechter Verteidiger gewann er 1952 mit Manchester United die englische Meisterschaft, bevor er im Februar 1954 zum FC Liverpool wechselte. Dort wurde er zumeist auf der linken Abwehrseite eingesetzt, konnte sich jedoch in knapp vier Jahren nur selten einen Stammplatz erobern.

## Sportlicher Werdegang
Der im Umland von Manchester in Salford geborene McNulty begann seine aktive Laufbahn nach dem Ende des Zweiten Weltkriegs bei Manchester United. Dort unterzeichnete er im Juni 1947 den ersten Profivertrag. Auf sein Ligadebüt in der ersten Mannschaft musste er bis zum 15. April 1950 warten und die Partie gegen den späteren Meister FC Portsmouth endete mit einer 0:2-Niederlage. Nach weiteren zumeist nur sporadischen Bewährungschancen kam er ab Ende November 1951 unter Trainer Matt Busby regelmäßiger als rechter Verteidiger zum Zug. In der Saison 1951/52, die den „Red Devils“ letztlich die englische Meisterschaft einbrachte, absolvierte McNulty 24 von 42 Ligapartien. Dazu war er Teil der Mannschaft, die im September 1952 den englischen Supercup mit einem 4:2-Sieg gegen Newcastle United gewann. Nach einem weiteren Jahr bis zu seinem letzten Einsatz beim 4:1-Sieg gegen den FC Middlesbrough im September 1953 wurde er beim Neuaufbau der „Busby Babes“ nicht mehr berücksichtigt. So wechselte er im Februar 1954 zum Ligakonkurrenten FC Liverpool, der sich im Abstiegskampf befand.
McNulty übernahm die Rolle des linken Verteidigers von Eddie Spicer, der sich das Bein gebrochen hatte. Er absolvierte für die „Reds“ noch ein Dutzend Ligapartien in der ausgehenden Saison 1953/54, die mit dem Abstieg als Tabellenletzter endete. In der Folgezeit versuchte sich Liverpool an einem Neuaufbau, nachdem insgesamt 31 verschiedene Spieler in der Abstiegssaison eingesetzt worden waren. Obwohl McNulty 14 Zweitligapartien zu Beginn der Spielzeit 1954/55 betritt, verlor er seinen Platz an Ray Lambert und kam nur noch auf fünf weitere Partien. McNulty konnte grundsätzlich auf beiden Abwehrseiten spielen, aber in den folgenden drei Jahren reichte es nur noch für fünf weitere Begegnungen. Dies lag auch darin begründet, dass die Positionen zumeist von John Molyneux und Ronnie Moran belegt waren. Die erhoffte Rückkehr ins englische Oberhaus blieb ihm zudem mit Liverpool stets verwehrt und im Jahr 1958 verließ er den Klub.
Im Herbst 1963 lief er kurzzeitig in der Cheshire County League für Hyde United auf, bevor sich seine weiteren fußballerischen Spuren verlieren. Im April 1979 verstarb McNulty im Alter von 49 Jahren in seiner Heimat Salford.

## Titel
- Englischer Meister: 1952
- FA Charity Shield: 1952